# Cratere Sayat-Nova
Sayat-Nova  è un cratere sulla superficie di Mercurio.